# Estación de Cabanyal (Metrovalencia)
Cabanyal es una estación de las líneas 4 y 6 de Metrovalencia. Fue inaugurada el 21 de mayo de 1994. Se encuentra en la calle del Doctor Lluch frente al número 247 y comparte plataforma con EMT Valencia.